# Castell de Culzean
El castell de Culzean (kəˈleɪn; en anglès: Culzean Castle) és un castell prop de Maybole, Carrick a la costa d'Ayrshire (Escòcia).
Era la casa del marquès d'Ailsa però actualment és propietat del National Trust for Scotland. El castell, a la part alta d'un penya-segat queda dins del Culzean Castle Country Park i està obert al públic. Des de l'any 1987 una il·lustració del castell ha aparegut en el revers dels bitllets de cinc lliures emesos pel Royal Bank of Scotland.

## Història
El castell de Culzean va ser construït com una torre de planta en L per ordre de David Kennedy, 10è. comte de Cassilis. Va encarregar a l'arquitecte Robert Adam que reconstruís la casa pairal prèvia, més bàsica, i que la convertís en un elegant castell com a seu del seu comtat. El castell es va construir per etapes entre 1777 i 1792. Incorpora una gran torre amb un saló circular dins que mira cap al mar, una gran escalinata oval i un conjunt d'apartaments ben moblats.
L'any 1945, la família Kennedy va donar el castell i els terrenys que l'envoltaven al National Trust for Scotland (evitant així l'impost sobre l'herència). En fer això, van estipular que l'apartament a la part alta del castell li fos lliurat al general Dwight Eisenhower en reconeixement del seu paper com a comandant suprem de les forces aliades a Europa durant la II Guerra Mundial. El general va visitar per primera vegada el castell de Culzean l'any 1946 i va romandre allí quatre vegades, incloent una mentre era President dels Estats Units. Una exposició sobre Eisenhower ocupa una de les habitacions, amb records de la seva vida.
Un regiment de cavalleria britànic de voluntaris, el Ayrshire Yeomanry, va ser format pel comte de Cassillis al castell de Culzean al voltant de l'any 1794. El 24 de juny de 1961 el regiment va tornar al castell per ser presentat amb el seu primer guió militar pel general sir Horatius Murray KBE CB DSO.

## Característiques
Al nord del castell hi ha una badia que conté la Gas House, que va proporcionar gas ciutat al castell fins a 1940. Aquest grup d'edificis consisteix en Gas Manager's house (avui té una exposició sobre William Murdoch), la Retort House i les restes del gasómetre.
Hi ha coves marines per sota del castell que actualment queden fora de l'abast dels visitants. Encara que hi ha pla de convertir-les en un museu.

## Usos
El castell està disponible com a allotjament i per a cerimònies de noces. Va ser usat com la llar ancestral de Lord Summerisle (interpretat per Christopher Lee) a la pel·lícula de 1973 The Wicker Man.
L'equip de Most Haunted guiat per Yvette Fielding, Karl Beattie i el medium Derek Acorah van explorar les històries paranormals del castell de Culzean i van parlar que havien vist fantasmes en un dels episodis de la seva primera sèrie, que es va emetre a Living TV l'any 2002.
El castell de Culzean va rebre l'any 2013 un total de 220000 visitants.